# Municipio de Liberty (condado de Beltrami)
El municipio de Liberty (en inglés: Liberty Township) es un municipio ubicado en el condado de Beltrami en el estado estadounidense de Minnesota. En el año 2010 tenía una población de 730 habitantes y una densidad poblacional de 7,76 personas por km².

## Geografía
El municipio de Liberty se encuentra ubicado en las coordenadas 47°38′31″N 94°59′21″O / 47.64194, -94.98917. Según la Oficina del Censo de los Estados Unidos, el municipio tiene una superficie total de 94.07 km², de la cual 85,41 km² corresponden a tierra firme y (9,21 %) 8,66 km² es agua.

## Demografía
Según el censo de 2010, había 730 personas residiendo en el municipio de Liberty. La densidad de población era de 7,76 hab./km². De los 730 habitantes, el municipio de Liberty estaba compuesto por el 91,51 % blancos, el 2,74 % eran amerindios, el 1,23 % eran asiáticos y el 4,52 % eran de una mezcla de razas. Del total de la población el 0,96 % eran hispanos o latinos de cualquier raza.